# Samo

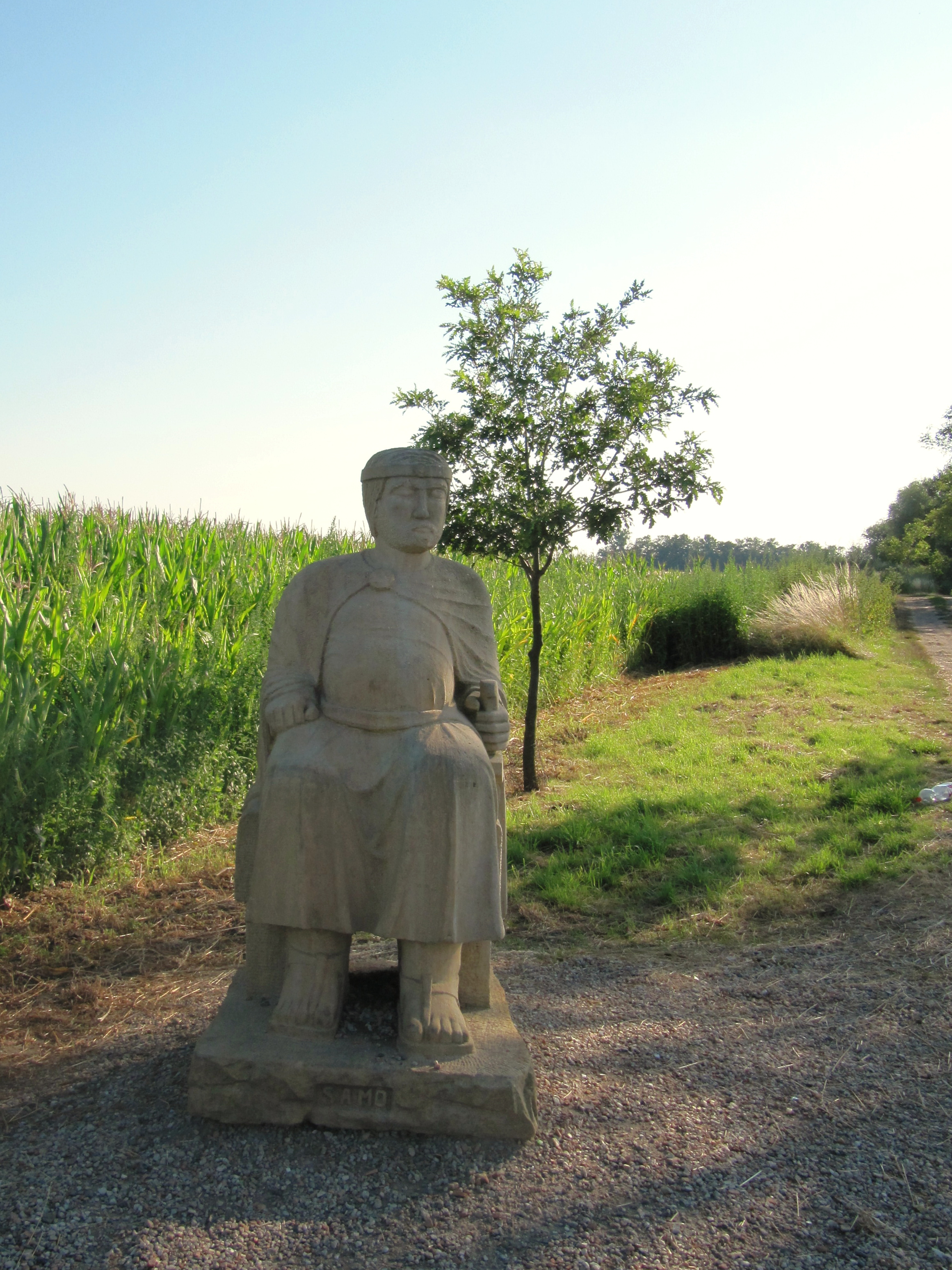
Gedenkstatue Samos am Náklo-Hügel bei Dubňany.

Samo (* um 600; † um 658/659) war nach der Fredegarchronik, der einzig bekannten Quelle, ein aus dem Frankenreich stammender Kaufmann und der erste namentlich bekannte Herrscher eines slawischen Reiches. Um 623/624 gründete er das in Mitteleuropa gelegene Reich des Samo (lateinisch: regnum Samoni), welches Samo bis zu seinem Tod 35 Jahre lang als König (rex) regiert haben soll. Das weitere Schicksal des Reiches nach Samos Tod ist unbekannt. Sein Zentrum befand sich vermutlich im südlichen March-Gebiet, das heißt dem heutigen Mähren, Niederösterreich und der Südwest-Slowakei. Seine genaue Ausdehnung ist aber umstritten.
Das Reich des Samo gilt als das erste bekannte politische Gebilde der Slawen. Es war noch kein „Staat“, sondern eher ein Stammesbund oder eine höhere Stufe eines Stammesbundes, eine Konföderation mehrerer mehr oder weniger selbstständiger „Fürstentümer“ (ducates).

#### Samos Herrschaft

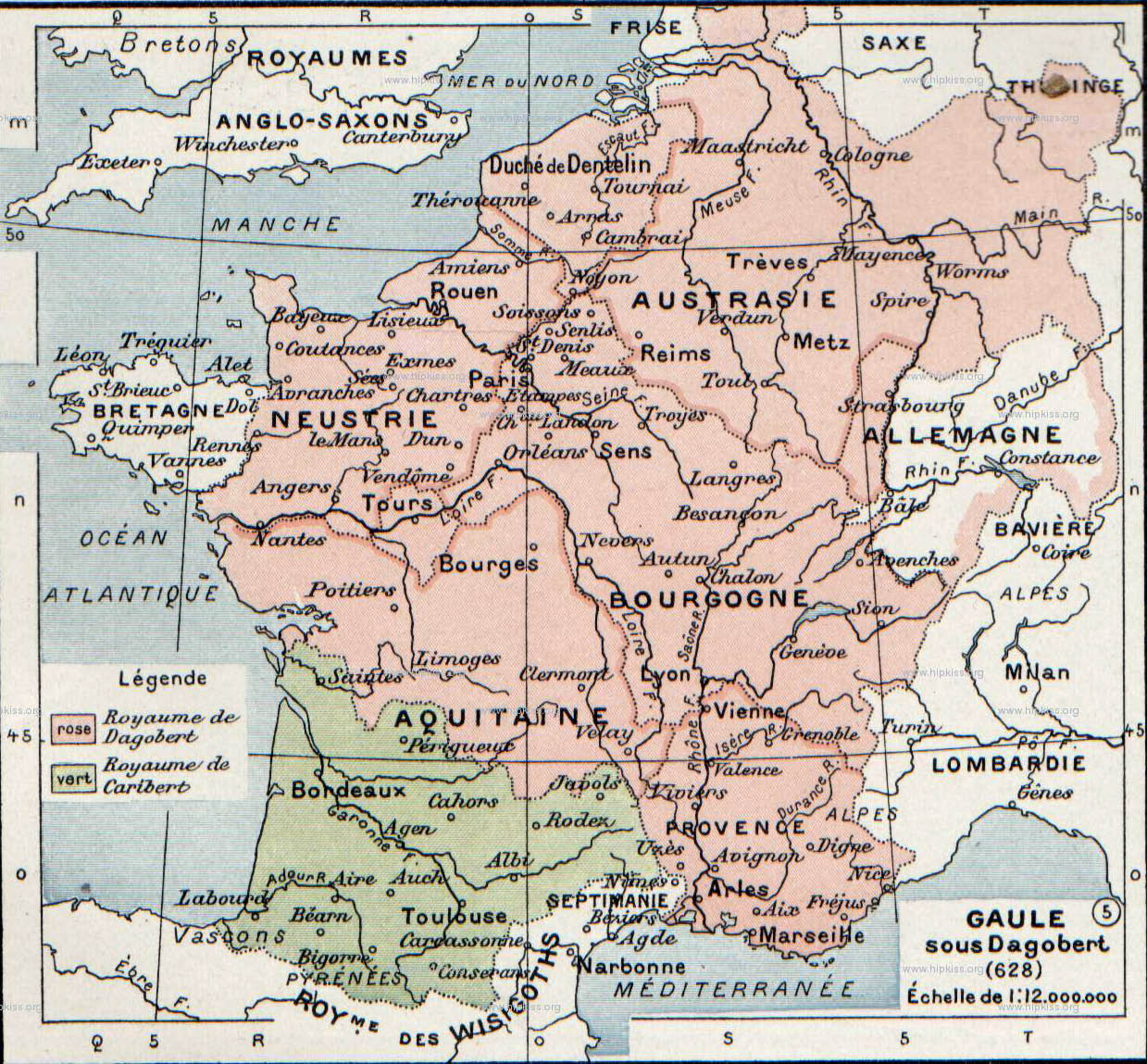
Das Frankenreich um 628

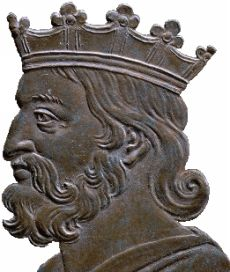
Portrait von Dagobert I. aus dem 17. Jahrhundert